# یاستژنبووو
یاستژنبووو (به لاتین: Jastrzębowo) یک روستا در لهستان است که در گمینا تژمشنو واقع شده‌است.